# Elektrokirurgi
Elektrokirurgi är en kirurgisk teknik där elektricitet används för att skära, koagulera eller kauterisera vävnad. Metoden utnyttjar högfrevent växelström (vanligtvis 100–500 kHz) för att generera värme i vävnaden utan risk för nervstimulering.
| Typ         | Effekt   | Användning         |
| ----------- | -------- | ------------------ |
| Monopolär   | 30–400 W | Precisionsskärning |
| Bipolär     | 10–50 W  | Säker koagulering  |
| Argonplasma | 40–150 W | Ytbehandling       |

Tekniken introducerades på 1920-talet av Harvey Cushing och fysikern William T. Bovie, vars "Bovie-kniv" blev standardinstrumentet. Modern elektrokirurgi används vid laparoskopi, dermatologi och cancerkirurgi, med fördelar som minskad blödning och kortare operations tid.

## Säkerhet
Vid felanvändning kan elektrokirurgi orsaka brännskador eller elektrokution. Det krävs därför speciell utbildning i apparatens användning och placering av neutral-elektroden.